# Выборы в Европейский парламент в Литве (2009)
Выборы в Европарламент в Литве в 2009 году проходили 7 июня. На выборах определились все 12 депутатских мест Литвы в Европарламенте (ранее Литва была представлена в Европарламенте 13 депутатами). Явка на выборах составила 20,98% и была одной из самых низких в Евросоюзе.

## Результаты
| Партия                                            | Голосов          | Мест | Δ   |
| ------------------------------------------------- | ---------------- | ---- | --- |
| Союз Отечества — Литовские христианские демократы | 147 756 (26,16%) | 4    | ▲ 2 |
| Социал-демократическая партия Литвы               | 102 347 (18,12%) | 3    | ▲ 1 |
| Порядок и справедливость                          | 67 237 (11,90%)  | 2    | ▲ 1 |
| Партия труда                                      | 48 368 (8,56%)   | 1    | ▼ 4 |
| Избирательная акция поляков Литвы                 | 46 293 (8,20%)   | 1    | ▲ 1 |
| Движение либералов Литовской Республики           | 40 502 (7,17%)   | 1    | ▲ 1 |

## Депутаты от Литвы в новом составе Европарламента
- Лайма Андрикене — Союз Отечества — Литовские христианские демократы
- Зигмантас Бальчитис — Социал-демократическая партия Литвы
- Вилия Блинкявичюте — Социал-демократическая партия Литвы
- Леонидас Донскис — Движение либералов Литовской Республики
- Юозас Имбрасас — Порядок и справедливость
- Витаутас Ландсбергис — Союз Отечества — Литовские христианские демократы
- Радвиле Моркунайте — Союз Отечества — Литовские христианские демократы
- Роландас Паксас — Порядок и справедливость
- Юстас Винцас Палецкис — Социал-демократическая партия Литвы
- Альгирдас Саударгас — Союз Отечества — Литовские христианские демократы
- Вальдемар Томашевский — Избирательная акция поляков Литвы
- Виктор Успасских — Партия труда